# سوليداد بويرتولاس
سوليداد بويرتولاس بييانويبا (سرقسطة،3  فبراير 1947) هي كاتبة إسبانية حاصلة على درجة في الصحافة ودرجة الماجستير في الإسبانية والبرتغالية من جامعة كاليفورنيا.
منذ عام (2010) أصبحت عضوًا في الأكاديمية الملكية الإسبانية.

## السيرة الذاتية
ولدت سوليداد بويرتولاس في سرقسطة  وانتقلت إلى مدريد مع عائلتها عندما كانت مراهقة. درست الصحافة في مدرسة الصحافة التابعة للكنيسة، وعملت كمحررة في مجلة إسبانيا الاقتصادية بين عامي 1968 و 1970. كما بدأت دراسة العلوم السياسية في مدريد، لكنها لم تستطع إكمالها لأسباب سياسية. لديها أيضًا خلفية في الاقتصاد، لكنها لم تكمل دراستها في هذا التخصص.
تزوجت سوليداد في سن الحادية والعشرين من الرسام ليوبولدو بيتا. وبعد فترة وجيزة من زواجهما، غادرت إسبانيا معه وانتقلا للعيش في تروندهايم، النرويج. ثم استقر الزوجان في كاليفورنيا، الولايات المتحدة، حيث حصلت على درجة الماجستير في اللغة والأدب الإسباني والبرتغالي من جامعة كاليفورنيا في سانتا باربرا. وخلال إقامتهما هناك، وُلد ابنهما الأول، الكاتب دييغو بيتا. في عام 1974، وبعد ثلاث سنوات من الإقامة في كاليفورنيا، عادت الأسرة إلى إسبانيا.
في 28 يناير 2010، تم تعيين سوليداد بويرتولاس عضوًا في الأكاديمية الملكية الإسبانية (كرسي "G")، بعد فوزها في الجولة الثالثة من التصويت، حيث شغلت المنصب الذي كان يشغله سابقًا العالم أنطونيو كولينو. ألقت خطابها الافتتاحي في 21 نوفمبر 2010 بعنوان "الحلفاء. الشخصيات الثانوية في "دون كيخوتي""، وردّ عليها نيابة عن الأكاديمية الكاتب خوسيه ماريا ميرينو. كما شغلت منصب عضو في مجلس إدارة الأكاديمية الملكية الإسبانية بين عامي 2012 و2014.
في عام 2011، قدمت سوليداد بويرتولاس برنامجًا وثائقيًا على التلفزيون الإسباني بعنوان "هذه أرضي. مسترشدة بالماء"، وهو برنامج أدبي وثائقي تناول أعمال الكُتّاب وعلاقتها بالمناظر الطبيعية التي ألهمتهم. وقد ركّز البرنامج على مدن سرقسطة، بامبلونا، وجاليثيا، والتي شكلت جزءًا من رحلتها الحياتية والمهنية. وفي العام نفسه، خصصت لها المجلة الثقافية "توريا" عددها رقم 100.
في عام 2013، شاركت في سلسلة محاضرات نظمتها حكومة أراغون للاحتفال بالذكرى الثلاثمائة لتأسيسها، حيث قدمت محاضرة بعنوان "العمل والاستمتاع في الأكاديمية".
تكتب سوليداد بويرتولاس بانتظام في العديد من الصحف والمجلات المتخصصة، وتم جمع مجموعة من مقالاتها في كتاب بعنوان "الحياة تتحرك" (1995). كما تُرجمت أعمالها إلى عدة لغات.
في 5 سبتمبر 2018، تم تعيينها رئيسة لمجلس أمناء المكتبة الوطنية الإسبانية، خلفًا  للويس ألبرتو كوينكا.

## الجوائز والتكريمات
حظيت سوليداد بويرتولاس بتقدير واسع لمسيرتها الأدبية والفكرية، وحصلت على العديد من الجوائز، منها:
- جائزة سيسامو للرواية القصيرة (1979)– عن روايتها اللص المسلح مرتين.  
- جائزة بلانيتا (1989) – عن كتابها تبقى الليلة. 
أصبحت بذلك سادس امرأة تفوز بهذه الجائزة منذ أن حصلت عليها ميرسيدس ساليساش لأول مرة في1975  عن رواية الغرغرينا.
-جائزة أناجراما في مجال المقال (1993).
– عن كتابها الحياة الخفية، والذي وصفته بأنه "تأمل في مهنة الكتابة".
- جائزة NH (2001) – عن وداعًا للعروسات، وهو كتاب يضم 21 قصة قصيرة تتناول مرحلة الشباب، حيث يحاول الأبطال فهم ماضيهم من خلال طرح الأسئلة.
- جائزة غلوكا (2001) – تكريمًا لمساهماتها البارزة في المجال الثقافي.
- جائزة الآداب الأراغونية (2003) – تقديرًا لمسيرتها الأدبية البارزة كروائية وكاتبة مقالات.
- جائزة الثقافة من مجتمع مدريد (2008).
- ميدالية ذهبية من سرقسطة (2012).
- جائزة خوسيه أنطونيو لابوردينا للأدب (2016).
- جائزة ليبر (2022) – منحتها لها اتحادات الناشرين الإسبان تقديرًا لدفاعها المستمر عن الكتاب، والقراءة، والملكية الفكرية.

## أعمالها الأدبية
قدمت سوليداد بويرتولاس مجموعة واسعة من الأعمال التي تشمل الروايات، والقصص القصيرة، والمقالات، والسير الذاتية، ومن أبرزها:
- مدريد في "النضال من أجل الحياة" (1971) – دراسة نقدية.
- الحياة الخفية (1993) – مقالة حازت على جائزة أناجراما.
- الحياة تتحرك (1995) – مجموعة مقالات.
- لوسيدا ميلانكوليا (2017) – مقالة ضمن سلسلة باروخا وأنا.
-  اللص المسلح مرتين (1980).
– جائزة سيسامو 1979.
- بوردو (1986).
- الجميع يكذب(1988).
-تبقى الليلة (1989)
– جائزة بلانيتا 1989.
- أيام الأرينا (1992).
- إذا جاء الرسول عند الغروب (1995).
- حياة غير متوقعة (1997).
- السيدة بيرغ(1999).
- وردة الفضة (1999).
-تاريخ معطف(2005).
- سماء الليل (2008).
- حبي عبثًا (2012).
- موسيقى الأوبرا (2019).
- رباعية (2021).
-  رحلة الحيوانات (1975).
-  مرض أخلاقي (1982).
- تيار الخليج (1993).
- الناس الذين حضروا زفافي (1998).
- وداعًا للعروسات (2000).
– جائزةNH 2001.
- *رفيقات السفر* (2010).
- *النهاية* (2015).
- *أولاد وبنات* (2016).
-  ذكريات شخص آخر  (1996).
- مع أمي (2001).
ساهمت  سوليداد بويرتولاس أيضًا في العديد من المختارات الأدبية والقصص القصيرة المنشورة في كتب جماعية. وتُعدّ أعمالها من بين الأكثر تأثيرًا في الأدب الإسباني المعاصر.